# Misumena
Misumena Latreille, 1804 è un genere di ragni appartenente alla famiglia Thomisidae.

## Distribuzione
Le 41 specie note di questo genere sono diffuse in tutti i continenti, ad eccezione dei poli: la specie dall'areale più vasto è la M. vatia, reperita in molteplici località dell'intera regione olartica.

## Tassonomia
Non sono stati esaminati esemplari di questo genere dal 2011.
A giugno 2014, si compone di 41 specie:
1. Misumena adelae Mello-Leitão, 1944 — Argentina
2. Misumena alpha Chrysanthus, 1964 — Nuova Guinea
3. Misumena amabilis Keyserling, 1880 — Perù
4. Misumena annapurna Tikader, 1963 — India
5. Misumena arrogans Thorell, 1881 — Isola di Yule (Papua Nuova Guinea)
6. Misumena atrocincta Costa, 1875 — Egitto
7. Misumena beta Chrysanthus, 1964 — Nuova Guinea
8. Misumena bicolor Simon, 1875 — Corsica
9. Misumena bipunctata Rainbow, 1898 — Australia
10. Misumena citreoides (Taczanowski, 1872) — Guyana, Guiana francese
11. Misumena conferta Banks, 1898 — Messico
12. Misumena fasciata Kulczynski, 1911 — Nuova Guinea
13. Misumena fidelis Banks, 1898 — USA, Messico
14. Misumena frenata Simon, 1909 — Vietnam
15. Misumena ganpatii Kumari & Mittal, 1994 — India
16. Misumena greenae Tikader, 1965 — India
17. Misumena grubei (Simon, 1895) — Mongolia, Cina
18. Misumena indra Tikader, 1963 — India
19. Misumena innotata Thorell, 1881 — Nuova Guinea
20. Misumena lorentzi Kulczynski, 1911 — Nuova Guinea
21. Misumena luteovariata Mello-Leitão, 1929 — Brasile
22. Misumena maputiyana Barrion & Litsinger, 1995 — Filippine
23. Misumena maronica Caporiacco, 1954 — Guiana francese
24. Misumena mridulai Tikader, 1962 — India
25. Misumena nana Lessert, 1933 — Angola
26. Misumena nigripes (Taczanowski, 1872) — Perù, Guiana francese
27. Misumena nigromaculata Denis, 1963 — Madeira
28. Misumena oblonga O. P.-Cambridge, 1885 — Yarkand (Cina)
29. Misumena pallescens Caporiacco, 1949 — Kenya
30. Misumena peninsulana Banks, 1898 — Messico
31. Misumena picta Franganillo, 1926 — Cuba
32. Misumena platimanu Mello-Leitão, 1929 — Brasile
33. Misumena quadrivulvata Franganillo, 1926 — Cuba
34. Misumena ritujae Gajbe, 2008 — India
35. Misumena rubripes Keyserling, 1880 — Perù
36. Misumena spinifera (Blackwall, 1862) — Madeira, Isole Canarie
37. Misumena spinigaster Mello-Leitão, 1929 — Brasile
38. Misumena tapyasuka Barrion & Litsinger, 1995 — Giava
39. Misumena terrosa Soares, 1944 — Brasile
40. Misumena vatia (Clerck, 1757)[2] — Regione olartica
41. Misumena viridans Mello-Leitão, 1917 — Brasile

### Specie trasferite
- Misumena alluaudi Simon, 1898; trasferita al genere Ledouxia Lehtinen, 2005[1].
- Misumena arcigera (Grube, 1861); trasferita al genere Ebrechtella Dahl, 1907.
- Misumena buettikeri Dippenaar-Schoeman, 1989; trasferita al genere Ansiea Lehtinen, 2005.
- Misumena bianulata Mello-Leitão, 1929; trasferita al genere Misumenops F. O. P.-Cambridge, 1900.
- Misumena braminica Simon, 1906; trasferita al genere Henriksenia Lehtinen, 2005.
- Misumena decorata Tikader, 1980; trasferita al genere Henriksenia Lehtinen, 2005.
- Misumena expallidata O. P.-Cambridge, 1885; trasferita al genere Ebrechtella Dahl, 1907.
- Misumena gamma Chrysanthus, 1964; trasferita al genere Ebrechtella Dahl, 1907.
- Misumena horai Tikader, 1962; trasferita al genere Diaea Thorell, 1869.
- Misumena japonica Bösenberg & Strand, 1906; trasferita al genere Diaea Thorell, 1869.
- Misumena menoka Tikader, 1963; trasferita al genere Mastira Thorell, 1891.
- Misumena nicobarensis Tikader, 1980; trasferita al genere Mastira Thorell, 1891.
- Misumena parva Piza, 1934; trasferita al genere Misumenops F. O. P.-Cambridge, 1900.
- Misumena pseudovatia Schenkel, 1936; trasferita al genere Ebrechtella Dahl, 1907.
- Misumena pulchra Badcock, 1932; trasferita al genere Misumenops F. O. P.-Cambridge, 1900.
- Misumena rubromaculata Piza, 1934; trasferita al genere Misumenops F. O. P.-Cambridge, 1900.
- Misumena semicincta Workman, 1896; trasferita al genere Philodamia Thorell, 1894.
- Misumena silveryi Tikader, 1965; trasferita al genere Ebrechtella Dahl, 1907.
- Misumena spinulosissima Berland, 1936; trasferita al genere Misumenops F. O. P.-Cambridge, 1900.
- Misumena timida Thorell, 1887; trasferita al genere Ebrechtella Dahl, 1907.
- Misumena tuckeri Lessert, 1919; trasferita al genere Ansiea Lehtinen, 2005.
- Misumena variegata Keyserling, 1880; trasferita al genere Misumenops F. O. P.-Cambridge, 1900.
- Misumena vazquezae Jiménez, 1986; trasferita al genere Misumenoides F. O. P.-Cambridge, 1900.
- Misumena viridis Badcock, 1932; trasferita al genere Misumenops F. O. P.-Cambridge, 1900.
- Misumena xinjiangensis Hu & Wu, 1989; trasferita al genere Ebrechtella Dahl, 1907.
- Misumena yunohamensis Bösenberg & Strand, 1906; trasferita al genere Diaea Thorell, 1869.

### Sinonimi
- Misumena citrea georgiensis (Walckenaer, 1837); trasferita qui dal genere Thomisus e posta in sinonimia con M. vatia (Clerck, 1757) a seguito di uno studio degli aracnologi Chamberlin & Ivie del 1944, sugli esemplari denominati M. calycina.[1]
- Misumena modesta Banks, 1898; posta in sinonimia con M. vatia (Clerck, 1757) a seguito di un lavoro di Schick del 1965, attraverso gli esemplari che avevano la designazione di lectotipo[1].
- Misumena occidentalis Kulczynsky, 1911; posta in sinonimia con M. vatia (Clerck, 1757) a seguito di un lavoro di Urones del 1996[1].
- Misumena personata Simon, 1916; rimossa dalla sinonimia con M. vatia e considerata sinonima di M. bicolor Simon, 1875 a seguito di uno studio di Lehtinen (2005a)[1].
- Misumena phrygiata (Walckenaer, 1837); trasferita qui dal genere Thomisus e posta in sinonimia con M. vatia (Clerck, 1757) a seguito di uno studio degli aracnologi Chamberlin & Ivie del 1944, sugli esemplari denominati M. calycina.[1]
- Misumena rosea Hu & Wu, 1989; posta in sinonimia con M. grubei (Simon, 1895) a seguito di un lavoro degli aracnologi Marusik & Logunov (2002b).[1]

### Nomina dubia
- Misumena lutea Peelle & Saito, 1933; esemplari maschili e femminili, reperiti nelle isole Curili. Secondo un lavoro di Ono (1988c) e uno di Marusik et al., (1993b) sono da considerarsi nomina dubia, contra un analogo studio di Saito del 1959.[1]
- Misumena munitissima Dönitz & Strand, 1906, in Bösenberg & Strand, 1906; esemplari maschili e femminili, rinvenuti in Giappone. A seguito di uno studio di Lehtinen (2005a) sono da considerarsi nomina dubia, contra un analogo studio di Saito del 1959.[1]
- Misumena natalensis Lawrence, 1947; esemplare maschile, reperito in Sudafrica. A seguito di un lavoro dell'aracnologa Dippenaar-Schoeman del 1983 sono da ritenersi nomina dubia.[1]
- Misumena saitoi Roewer, 1951; denominazione modificata al posto della già preesistente M. oblonga Saito, 1939; esemplare femminile, rinvenuto in Giappone. A seguito di uno studio di Ono (1988c) e di uno di Lehtinen (2005a) sono da considerarsi nomina dubia, contra un analogo studio di Saito del 1959.[1]

### Nomen nudum
- Misumena kambei Kambe; l'aracnologo Yaginuma, in un lavoro di Brignoli (1983c), considera questa denominazione quale nomen nudum, in quanto non ne esiste alcuna descrizione, né esemplari di riferimento da esaminare.[1]